# Покоси (кантон)
Покоси (исп. Pococí) — кантон в провинции Лимон Коста-Рики.

## География
Находится на севере провинции. Граничит на западе с провинцией Эредия, на юге с провинциями Сан-Хосе и Картаго, на севере с Никарагуа, на востоке побережье Карибского моря. Административный центр — Гуапилес.

## Округа
Кантон разделён на 7 округов:
1. Гуапилес
2. Хименес
3. Ла-Рита
4. Роксана
5. Карьяри
6. Колорадо
7. Ла-Колония